# L'Affaire Roumiantsev
Pour plus de détails, voir Fiche technique et Distribution.
L'Affaire Roumiantsev (Дело Румянцева, Delo Rumjanceva) est un film soviétique réalisé par Iossif Kheifitz, sorti en 1955,.

## Synopsis
Un jeune camionneur provoque un accident en voulant éviter un enfant qui s'était jeté devant son camion. Il découvre alors l'amour de la belle Klaudia, mais des trafiquants utilisent son camion pour transporter des marchandises volées et il se retrouve en prison.

## Fiche technique
- Photographie : Moiseï Magid, Lev Sokolski
- Musique : Venedikt Puchkov
- Décors : Isaak Kaplan, Bella Manevitch-Kaplan, You. Freïdin
- Montage : E. Bajenova, I. Tarsanova